# Earth trip
「earth trip」（アース・トリップ）は、栗林みな実の20作目のシングル。2009年7月22日にLantisから発売された。

## 概要
オンラインゲーム『グランディアオンライン』イメージソング。初回仕様には、ゲームと連動したオリジナルアイテムカードを封入。
「earth trip 〜reprise〜」は、「earth trip」のバラードアレンジ。

## 収録曲
（全作詞・作曲：栗林みな実）
1. earth trip
編曲：飯塚昌明
2. pregare
編曲：虹音
3. earth trip 〜reprise〜
編曲：末廣健一郎
4. earth trip (off vocal)
5. pregare (off vocal)